# Clyde Ellis
Clyde Ellis (ur. 12 maja 1976) – amerykański koszykarz grający m.in. w Polsce.

## Przebieg kariery
- 1996-1997: Teksas JC
- 1997-1998: Chipola JC
- 1998-1999: Chipola JC: 22,0 pkt, 10,0 zb., 3,3 as.
- 1999-2000: Nowy Orlean (NCAA): 10,0 pkt, 5,8 zb.
- 2000-2001: Nowy Orlean (NCAA): 11,3 pkt, 6,3 zb.
- 2001-2002: Manchester Giants (Anglia)- jego drużyna w grudniu 2001 została zdegradowana z ligi przez władze
- 2002: Brooklyn Kings (USBL): 22 meczów: 14,5 pkt, 7,0 zb., 2,0 as.
- 2002-2003: w listopadzie 2002 zastąpił Howarda Jacksona w Dart Killester Dublin (Irlandia): 21,4 pkt, 12,8 zb., 1,6 as., 1,4 bl.
- 2003: Brooklyn Kings (USBL): 28 meczów: 11,5 pkt, 4,9 zb., 0,4 as.
- 2003-2004: Dart Killester Dublin (Irlandia): 13 meczów: 24,5 pkt, 11,1 zb., 1,5 as.
- 2004: Bendigo Braves (Australia): 22,2 pkt, 8,7 zb.
- 2004-2005: Killarney Gleneagle Lakers (Irlandia): odszedł z drużyny w listopadzie 2004: 7 meczów: 27,4 pkt, 14,6 zb., 1,0 as. Na początku stycznia 2005 podpisał kontrakt z Racing Luksemburg (Luksemburg): 29,8 pkt
- 2005: Brooklyn Kings (USBL), odszedł w czerwcu: 22 mecze: 7,1 pkt, 4,5 zb.
- 2005: Soles de Mexicali (Meksyk): 12 meczów: 18.3 pkt, 8,8 zb., 0,9 as.
- 2005-2006: W listopadzie 2005 podpisał kontrakt z Atletico Cordon (Urugwaj). W styczniu 2006 podpisał kontrakt z Astorią Bydgoszcz (DBL) w kwietniu 2006 r. zakończył współpracę z Astorią Bydgoszcz i wrócił do USA.Obecnie trenuje w Brooklyn Kings.